# Гущак
Гущак (Atrichornis) — рід горобцеподібних птахів монотипової родини гущакових (Atrichornithidae). Включає 2 види, що є ендеміками Австралії.

## Таксономія
Найближчими родичами гущаків є наметникові, лірохвостові та королазові.

## Поширення
Гущаки трапляються у рідколіссях на сході Австралії (штати Квінсленд, Новий Південний Уельс) та у Західній Австралії.

## Види
- Гущак великий (Atrichornis clamosus)
- Гущак малий (Atrichornis rufescens)